# 捉智雙雄
《猫鼠游戏》（英語：Catch Me If You Can）是一部於2002年上映的美國傳記犯罪電影，為斯蒂芬·斯皮尔伯格執導，傑夫·納桑森編劇，莱昂纳多·迪卡普里奥、湯姆·漢克斯、克里斯托弗·沃肯及马丁·辛主演。劇情根據1960年代著名詐欺犯法蘭克·威廉·艾巴內爾二世的同名自傳改編。
電影的發展始於1980年，但當時未有進展，直到艾巴內爾的書的電影版權於1997年賣給史匹柏的夢工廠。大衛·芬奇、高爾·韋賓斯基、萊思·霍斯壯、米洛斯·福曼和卡梅伦·克罗在史匹柏決定執導前皆是可能的導演人選。拍攝於2002年2月至5月進行。該片取得商業及評論方面的成功，且艾巴內爾本人對電影予以積極的反響。

## 劇情
1969年，联邦调查局探員卡爾·漢拉提抵達法国马赛，接收一名因監獄環境惡劣而生病的囚犯，名叫小弗兰克·阿巴内尔。
六年前，小法蘭克·阿巴格納爾與父親大法蘭克·阿巴格納爾和法國母親寶拉住在纽约新羅謝爾。年輕時，他目睹父親騙人的多種技巧，但大法蘭克與美國國稅局的稅務問題最終迫使全家從房子搬到一個小公寓。
一天，小法蘭克發現母親與父親在國際扶輪的朋友傑克·巴恩斯有外遇。父母離婚後，小法蘭克離家出走。為了生存，他靠騙術賺錢，騙局越來越大膽。他冒充泛美航空的飛行員法蘭克·泰勒，偽造公司的工資支票。很快，他的偽造支票價值數百萬美元。
犯罪消息傳到聯邦調查局，探員卡爾·漢拉提開始追查小法蘭克。卡爾在一家酒店找到他，但小法蘭克騙卡爾相信自己是美国特勤局探員貝瑞·艾倫。在卡爾意識到受騙前，他逃走了。
接著，小法蘭克開始冒充醫生。作為康納斯醫生，他愛上了天真的年輕護士布倫達，向她的律師父親求婚，並請求幫助安排參加路易斯安那州律師資格考試，小法蘭克通過了考試。卡爾在小法蘭克和布倫達的訂婚派對上追蹤到他，但小法蘭克從臥室窗戶逃走，告訴布倫達兩天后在邁亞密國際機場與他會合。
在機場，小法蘭克發現布倫達，也發現便衣探員。他意識到布倫達出賣了他，開車離開。他再次假扮飛行員身份，在當地一所大學舉行虛假的空姐招聘活動。在八名女性空姐的掩護下，他在機場躲過卡爾和其他探員，乘飛機逃到西班牙马德里。
1967年，卡爾在小法蘭克母親的家鄉法國蒙特里沙尔找到他，說服他向法國警方投降。小法蘭克立即被捕，被法國警方拘留，但卡爾向他保證會將他引渡回美國。
故事回到1969年，卡爾帶著小法蘭克乘飛機返回美國。快到時，卡爾告訴他父親去世了。小法蘭克悲痛欲絕，逃離飛機，來到母親家，母親現在與巴恩斯育有一個女兒。小法蘭克向卡爾投降，被判處12年監禁，關入一所最高戒備監獄。
卡爾偶爾會探望小法蘭克。一次探望時，他向小法蘭克出示了一張他正在處理的欺詐案件的支票。小法蘭克立即推斷出銀行櫃員參與了欺詐。卡爾印象深刻，說服聯邦調查局允許小法蘭克在聯邦調查局金融犯罪部門工作，以此服滿剩餘刑期。小法蘭克同意了，但很快對乏味的辦公室工作感到不耐煩。
一個週末，小法蘭克準備再次冒充飛行員，被卡爾攔截。卡爾願意讓他繼續騙局，向他保證沒有人在追捕他，這是他自己的選擇。小法蘭克回到工作崗位，與卡爾討論另一個欺詐案件。卡爾問他如何在路易斯安那州律師資格考試中作弊，但小法蘭克告訴他自己是學習後通過的。卡爾微笑著問小法蘭克是否在說實話，但小法蘭克岔開話題，就新的欺詐案向卡爾提供意見，卡爾欣然接受。
電影最後的字幕說明，小法蘭克在美國中西部與妻子生活了26年，育有三個兒子，與卡爾保持友誼，並成為世界頂級的銀行反欺詐和反偽造專家，過上了成功的生活。

## 演员
- 莱昂纳多·迪卡普里奥 飾演 法蘭克·威廉·艾巴內爾二世
- 湯姆·漢克斯 飾演 卡爾·漢瑞帝
- 克里斯托弗·沃肯 飾演 法蘭克·威廉·艾巴內爾二世的父親
- 娜塔莉·貝伊 飾演 寶拉·艾巴內爾
- 艾美·亞當斯 飾演 布蘭達·史壯
- 马丁·辛 飾演 羅傑·史壯
- 詹姆斯·布洛林 飾演 傑克·巴恩斯
- 南西·萊妮翰（英语：Nancy Lenehan） 飾演 凱羅爾·史壯

布萊恩·豪伊、法蘭克·約翰·休斯和克里斯·艾利斯飾演FBI探員。珍妮佛·嘉納客串詮釋應召女郎。艾蓮·朋佩歐、伊莉莎白·班克絲及凱特琳·達波黛於電影中以配角的身分參演。法蘭克·艾巴內爾本人在該片裡客串飾演追捕艾巴內爾的法國警察。

## 發行
早在原著同名小說出版前，作者法蘭克．艾巴內爾在上完尊尼·卡臣的美國全國廣播公司節目《今夜秀》之後便把電影版權賣給巴德·約金（Bud Yorkin）和製作人諾曼·李爾（Norman Lear）。兩年後他們把版權轉賣給哥倫比亞影業電視部。一年後，哥倫比亞影業再把版權賣給桑尼格羅索製片公司（Sonny Grosso Productions），版權在一年後又被轉賣給霍爾霸利特製片公司（Hal Bartlett Productions）。幾年後版權又被轉賣給迪士尼公司旗下的好萊塢影片。同一集團旗下的試金石影業在兩年後再次把版權賣給索尼三星，再轉賣給七八小屋製片公司（Bungalow 78 Productions）。最後，夢工廠在七八小屋提議下開始籌備拍攝，聘請編劇傑夫·鈉森生，劇本完成後史提芬史匹堡便決定執導}}。該片於2002年12月18日在加利福尼亞州洛杉磯的西木區舉行首映禮。

### 評價
電影收穫了普遍影評人的好評。根據爛蕃茄上收集的195篇專業影評文章，其中187篇給出了「新鮮」的正面評價，「新鮮度」為96%，平均得分7.9分（滿分10分），而基於另一影評網站Metacritic上的38篇評論文章，其中34篇予以好評，0篇差評，4篇褒貶不一，平均分為76（滿分100）。

### 票房
電影於2002年12月25日上映，在首映當天，《神鬼交鋒》在3,225個劇院收穫超過3,000萬美元的票房。這部電影在北美洲的票房總額為1.646億美元，其他地區1.875億美元，全球總計3.521億美元。該成績使其成為一個財務上的成功，票房收入較5,200萬美元的預算還要高了6倍。《神鬼交鋒》成為2002年票房第11高的電影，而同樣於2002年上映的電影《關鍵報告》（同樣由史蒂芬·史匹柏執導）則是第10高。

### 家庭媒體
《神鬼交鋒》的DVD版本於2003年5月6日發行，而藍光版本則在2012年12月4日發布。

## 榮譽
於第75屆奧斯卡金像獎頒獎典禮上，克里斯托弗·沃肯和約翰·威廉斯入圍最佳男配角及最佳原創音樂。沃肯在第56屆英國電影學院獎榮獲於奧斯卡入圍的相同獎項，而威廉斯、服裝設計師瑪麗·索弗瑞斯和編劇傑夫·納桑森皆有奪下提名。莱昂纳多·迪卡普里奥則入圍金球獎最佳戲劇類電影男主角。威廉斯還獲得葛萊梅獎的提名。

## 改編音樂劇
同名改編音樂劇於2009年7月在華盛頓州西雅圖的第五大道劇院首演，由亞倫·特維特及諾伯特·李奧·巴茨主演。該音樂劇於2011年3月11日在尼爾·西蒙劇院的百老匯開始預演，並在4月10日正式開演。其於東尼獎上奪下四項提名，其中包含最佳音樂劇。